# Niurka Perdomo
Niurka Perdomo es una deportista venezolana que compitió en judo. Ganó una medalla de bronce en el Campeonato Panamericano de Judo de 1997, en la categoría de –61 kg.

## Palmarés internacional
| Campeonato Panamericano | Campeonato Panamericano | Campeonato Panamericano | Campeonato Panamericano |
| Año                     | Lugar                   | Medalla                 | Categoría               |
| ----------------------- | ----------------------- | ----------------------- | ----------------------- |
| 1997                    | Guadalajara (México)    | Medalla de bronce       | –61 kg                  |